# Tanja Maljartschuk

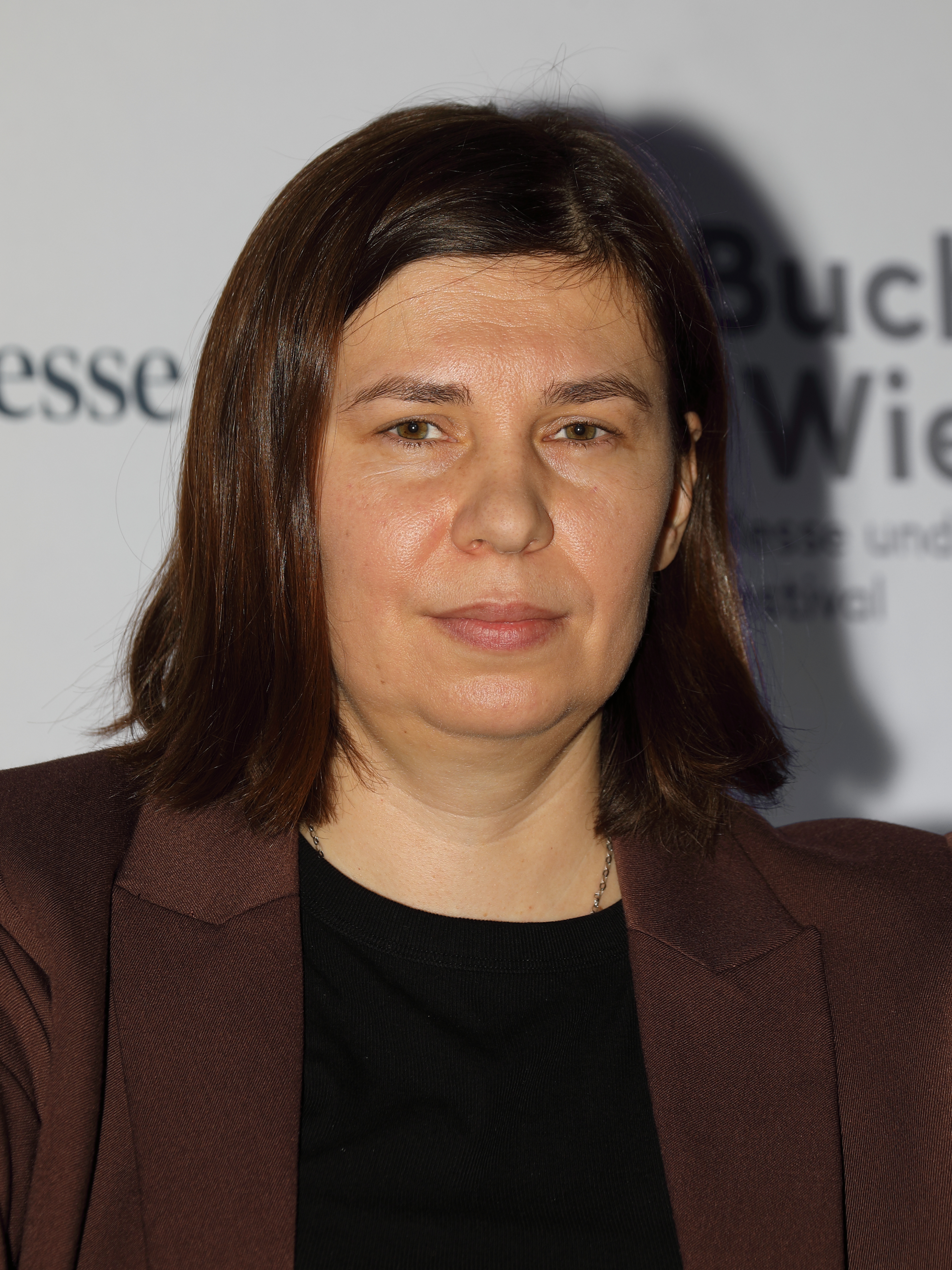
T. Maliarchuk

Tetiana "Tania" Volodymyrivna Maliarchuk (em ucraniano:  Ukrainian: Тетяна "Таня" Володимирівна Малярчук, em alemão:  Tetjana "Tanja" Wolodymyriwna Maljartschuk, nascida em 1983 em Ivano-Frankivsk) é uma autora nascida na Ucrânia que escreve em ucraniano e, mais recentemente, alemão.

## Carreira
Maliarchuk escreve em alemão desde 2014. Em 2018, ela ganhou o Prémio Bachmann de Ingeborg para Frösche im Meer (Rãs no Mar), um texto inédito que leu no Festival de Literatura de Língua Alemã.
O seu trabalho ucraniano está traduzido para o alemão desde 2009 (Neunprozentiger Haushaltsessing, Biografie eines zufälligen Wunders, ambos por Residenz Verlag). Alguns também foram traduzidos para o inglês. O conto "Me and My Sacred Cow" foi publicado na Best European Fiction 2013, editado por Aleksandar Hemon.

## Prémios
- 2016 - Prémio Livro do Ano de 2016 da BBC Ucraniana[5]
- 2018 - Prémio Ingeborg Bachmann[6]